# Іхуелас

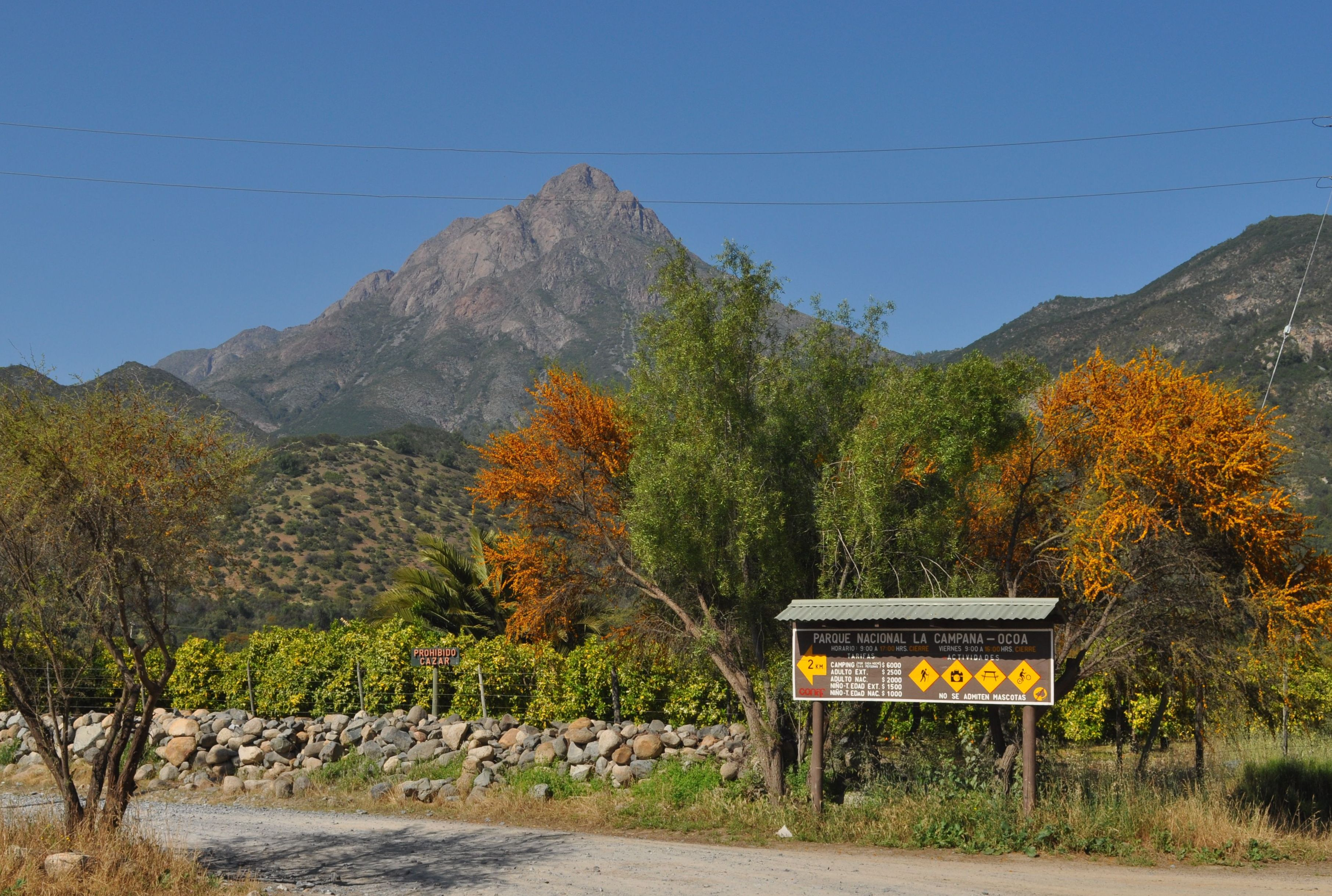
Національний парк Ла-Кампана

Іхуелас (ісп. Hijuelas) — місто в Чилі. Адміністративний центр однойменної комуни. Населення міста — 8196 осіб (2002). Місто і комуна входить до складу провінції Кільйота і регіону Вальпараїсо.
Територія — 267 км². Чисельність населення — 17 988 мешканця (2017). Щільність населення — 67,4 чол./км².

## Етимологія
Місто було засноване поблизу колишньої колоніальної садиби, яка передавалася від покоління до покоління. Земельні ділянки, що передаються від батька до сина, називають «hijuelas», що в результаті і дало назву місту.

## Економіка
Основна економічна діяльність Іхуеласа — агрономія, зокрема, вирощування квіткових рослин, рослин і дерев, таких, як авокадо, які постачаються в багато країн світу.
Поля, що обробляються в Ріо-Аконкагуа, мають чудовий мікроклімат і вважаються високоефективними для ведення сільського господарства з вирощуванням продукції на експорт.
Іншим важливим напрямом діяльності є вирощування авокадо та лукума. Комуна Іхуелас має три види сертифікатів, що дозволяють експорт фруктів до різних країн світу. Мешканці комуни переважно займаються сільськогосподарською працею.
У комуні є гарна пожежна служба.

## Розташування
Місто розташоване за 52 км на північний схід від адміністративного центру області міста Вальпараїсо та за 12 км на північний схід від адміністративного центру провінції міста Кільйота.
Комуна межує:
- на півночі — з комуною Ногалес
- на сході — з комунами Катему, Лляйлляй
- на південному сході — з комуною Тільтіль
- на півдні — з комуною Ольмуе
- на заході — з комунами Кільйота, Ла-Калера